# OMTAS
OMTAS (Orta Menzilli Tanksavar Sistemi), также известная как Mızrak-O, — турецкий противотанковый ракетный комплекс средней дальности, разработанный компанией Roketsan. OMTAS — это передовая система с различными типами новейших технологий, эффективная против современных бронированных целей на поле боя. OMTAS, вероятно, заменит стоящие на вооружении турецкой армии 152-мм BGM-71 TOW и 103-мм MILAN.

## Описание
Оружейный комплекс OMTAS представляет собой ракету, платформу для запуска ракет с системой управления огнем, чехлы для переноски и тренажёры. Предназначен для уничтожения неподвижных и движущихся бронированных целей. Стрельба может вестись с треноги, транспортного средства, стабилизированной наземной платформы или турели с дистанционным управлением. Ракета имеет два типа выбираемых для использования боеголовок: с тандемным кумулятивным зарядом (HEAT), которая предназначена для противодействия броне современных основных боевых танков и с осколочно-фугасным зарядом (HE), для атаки позиций пехоты и лёгкой и небронированной техники. Система может использовать тепловизионный прицел.
OMTAS обладает возможностями применения днём и ночью, режимами прямой атаки и атаки сверху и режимом «выстрелил и забыл». Неохлаждаемая инфракрасная головка самонаведения OMTAS (IIR) поставляется другой турецкой оборонной компанией Aselsan. Фактическая бронепробиваемость тандемно-кумулятивной боеголовки всё ещё засекречена, но можно предположить, что ракета пробивает не менее чем на 1000 мм динамической защиты и может быть более смертоносной благодаря своему большему диаметру в 160 мм.на 2021 год, OMTAS — самая крупная ударная ракета высшего класса, разработанная государством — членом НАТО.

## На вооружении
Турция: Сухопутные войска Турции
 Республика Косово: Силы безопасности Косова